# Pterygophyllum
Pterygophyllum là một chi rêu trong họ Hookeriaceae.